# Liste der Kulturdenkmale in Borstel-Hohenraden
In der Liste der Kulturdenkmale in Borstel-Hohenraden sind alle Kulturdenkmale der schleswig-holsteinischen Gemeinde Borstel-Hohenraden (Kreis Pinneberg) aufgelistet (Stand: 10. März 2025). 

## Legende
In den Spalten befinden sich folgende Informationen:
- Objekt-ID: die Nummer des Kulturdenkmales
- Lage: die Adresse des Kulturdenkmales und die geographischen Koordinaten. Kartenansicht, um Koordinaten zu setzen. In der Kartenansicht sind Kulturdenkmale ohne Koordinaten mit einem roten Marker dargestellt und können in der Karte gesetzt werden. Kulturdenkmale ohne Bild sind mit einem blauen Marker gekennzeichnet, Kulturdenkmale mit Bild mit einem grünen Marker.
- Offizielle Bezeichnung: Bezeichnung des Kulturdenkmales
- Beschreibung: die Beschreibung des Kulturdenkmales
- Bild: ein Bild des Kulturdenkmales

## Bauliche Anlagen
| Objekt-ID     | Lage                                                | Offizielle Bezeichnung | Beschreibung | Bild                             |
| ------------- | --------------------------------------------------- | ---------------------- | --- | -------------------------------- |
| 9459 Wikidata | Quickborner Straße 99 (53° 41′ 25″ N, 9° 48′ 52″ O) | Schule                 | Alteintragung (Aktualisierung vorgesehen) - Begründung: geschichtlich, künstlerisch, städtebaulich - Schutzumfang: gesamtes Objekt - Denkmaltyp: Bauliche Anlage | weitere Fotos \| Fotos hochladen |

## Ehemalige Kulturdenkmale
Bis zum Inkrafttreten der Neufassung des schleswig-holsteinischen Denkmalschutzgesetzes am 30. Januar 2015 waren nachfolgend aufgeführte Objekte als Kulturdenkmale gemäß §1 des alten Denkmalschutzgesetzes (DSchG SH 1996) geschützt:
| Objekt-ID | Lage                                       | Offizielle Bezeichnung | Beschreibung | Bild            |
| --------- | ------------------------------------------ | ---------------------- | ------------ | --------------- |
|           | Mühlenweg 10 (53° 41′ 47″ N, 9° 49′ 32″ O) | Kate                   |              | Fotos hochladen |
|           | Roffloh 68 (53° 41′ 48″ N, 9° 48′ 39″ O)   | Hallenhaus             |              | Fotos hochladen |

## Quelle
- Liste der Kulturdenkmale in Schleswig-Holstein – Kreis Pinneberg (PDF)

- Karte mit allen Koordinaten:
- OSM |
- WikiMap